# Ел Мустаншир
Абу Тамим Маад ел Мустаншир би-Илах (5. јул 1029 - 10. јануар 1094) био је седми фатимидски калиф. Владао је од 1036. године до своје смрти.

## Биографија
Мустаншир је наследио свога оца ел аз-Захира 1036. године. Тада је још увек био малолетан па су власт вршили везири као регенти. Мустаншир је Египтом и Левантом владао пуних 58 година. То га чини најдуговечнијим калифом у историји ислама. Његова владавина обележена је доминацијом везира над државном управом. Током 58 година изменило се четири везира. Седамдесетих година Египат је погодила велика глад која је проузроковала миграцију египатских Арапа на подручје Магреба. Мустаншир је умро 1094. године. Наследио га је ел Мустали.